# Pseudoleskea laevifolia
Pseudoleskea laevifolia là một loài Rêu trong họ Leskeaceae. Loài này được (Mitt.) A. Jaeger mô tả khoa học đầu tiên năm 1878.